# Podlesí (Havířov)
Podlesí (německy Podles) je třetí nejlidnatější městskou částí Havířova v Moravskoslezském kraji. Nachází se na východě Havířova. Sídliště Podlesí po svém vybudování figurovalo ve správním členění Havířova jako městská část Havířov XIII, po redukci počtu městských částí od 1.1.1970 se Podlesí stalo součástí Havířova 2-Bludovic. Samostatnou městskou částí se opět stalo v roce 1992, kdy došlo k rozdělení původní městské části Havířov 2-Bludovice na dvě: jeho jichovýchodní část si ponechala název Havířov-Bludovice a severozápadní část nese název Havířov-Podlesí, která je však z hlediska katastrálního uspořádání (také spolu s městskou částí Havířov-Životice) stále součástí k. ú. Bludovice o výměře 9,35 km2. V roce 2009 bylo v Podlesí evidováno 504 adres. V roce 2001 zde trvale žilo 17 095 obyvatel , tudíž i tato městská část, se podobně jako všechna okolní města, potýká s poklesem počtu obyvatel.

## Historie
Až do připojení k právě budovanému městu Havířovu v roce 1960 bylo převážně zemědělské a lesnaté území, na kterém se nachází dnešní Podlesí, historicky součástí obce Dolní Bludovice (Nieder Bludowitz). Intenzivní výstavba převážně sídlištního charakteru, zde probíhala zejména ve druhé polovině 60. a během 70. let 20. století. Podlesí, ostatně jako celý Havířov, bylo vystavěno jako sídliště s čistě obytnou funkcí, pro uspokojení vysoké poptávky po bytech ze strany zaměstnanců pracujících v průmyslových a těžebních podnicích na Ostravsku a Karvinsku. Sídliště Podlesí disponovalo pouze základními službami, obchodní centrum většího rozsahu zde bylo otevřeno až v roce 1972, kdy byla uvedena do provozu první část nákupního komplexu Permon.
Veškerý kulturní a společenský život byl koncentrován v asi kilometr vzdáleném centru Havířova. Zlomem se stal až rok 1987, kdy byl v sousedství obchodního domu Permon otevřen Kulturní dům Leoše Janáčka, jehož součástí bylo také Kino Úsvit. Význam tohoto zařízení však začal od 90. let 20. století postupně upadat. V současnosti je kulturní dům využíván pouze příležitostně, Kino Úsvit přestalo po generální rekonstrukci Kina Centrum v centru města v roce 2012 promítat zcela. Dnes se zde nachází výstavní síň Viléma Wünsche, kavárna či jazz klub.
Centrem sportovního dění celohavířovského významu je Víceúčelová hala, která se poblíž Těšínské ulice stavěla v letech 1967 až 1968, a již o samého počátku se stala domovem hokejového klubu AZ Havířov, a později také klubu vzpírání (v přístavbě z roku 1978) či krasobruslení.

## Současnost

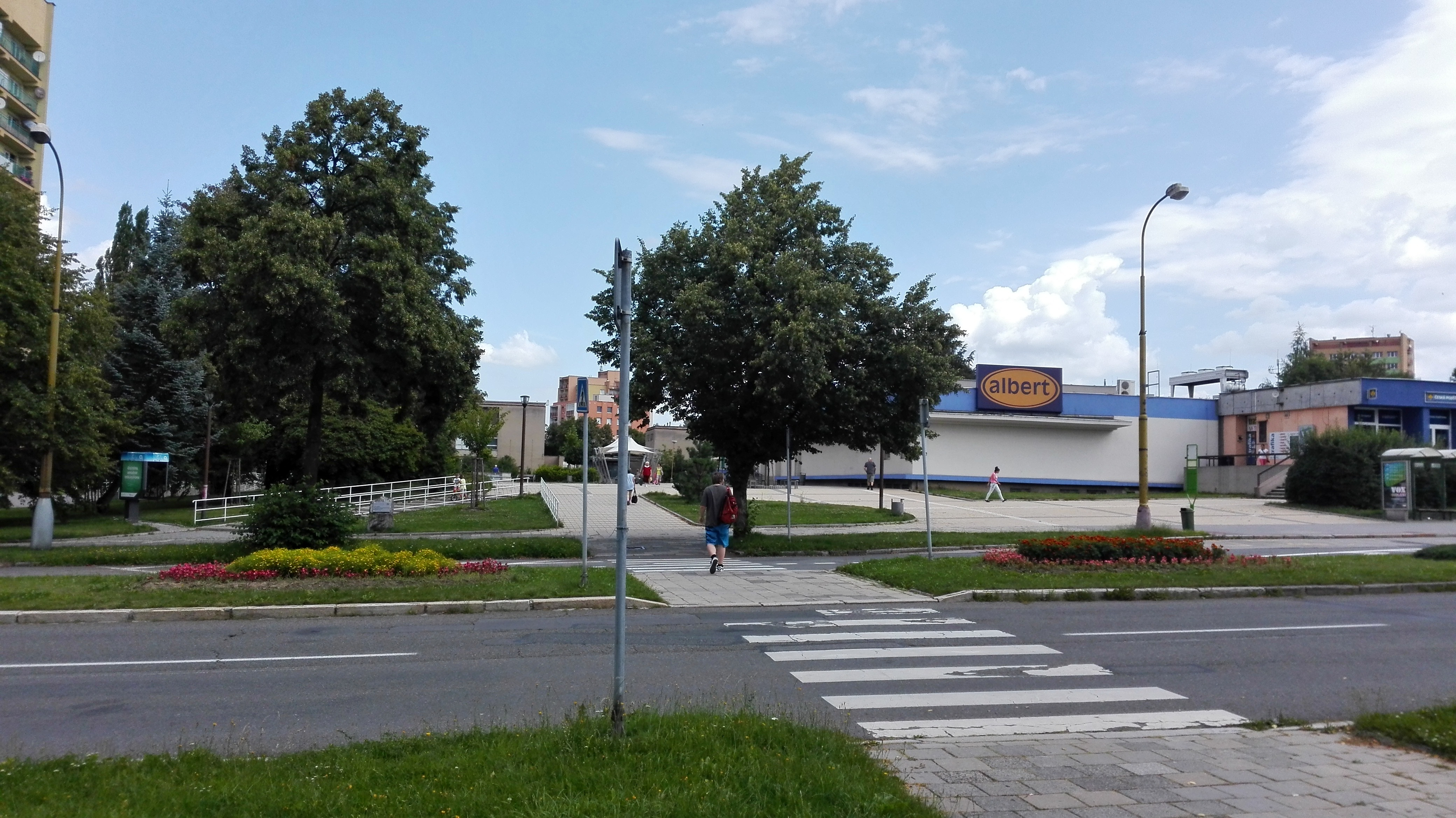
Tzv. náměstí Na Terase se supermaketem

Dnes je Podlesí sídlištním útvarem tvořeným převážně panelovými domy tzv. severského typu, které byly později doplněny o typizovanou panelovou výstavbu charakteristickou pro 70. a 80. léta. Typickým znakem místního sídliště jsou ojedinělé vložené ostrůvky jednoho či několika rodinných domů s oplocenými zahradami. Páteř Podlesí tvoří čtyřproudá (před několika lety bylo po jednom pruhu v každém směru vyčleněno pro parkovací účely), směrově dělená, Dlouhá třída, která protíná celou městskou část. Přirozené centrum tvoří tzv. náměstí Na Terase, které v nedávné době prošlo revitalizací, s přilehlým obchodním komplexem Permon a kulturním domem Leoše Janáčka, za kterým se nachází odpočinková zóna s lesoparkem.
Havířov-Podlesí je sídlem poboček Úřadu práce, Finančního úřadu či pobočky Okresního soudu v Karviné.

## Průmysl
Jak již bylo uvedeno výše, Podlesí plnilo primárně obytnou sídlištní funkci a na průmyslovou výrobu zde prakticky nezbývalo místo. Přesto se tato městská část stala na čas poměrně významným místem průmyslu obuvnického, kdy zde na ulici Rudé armády (dnes Studentská) v roce 1976 zahájil výstavbu pobočného závodu tehdejší podnik Svit Gottwaldov. Výrobu obuvnických svršků zahájil v listopadu 1980, podnik disponoval vlastním odborným učilištěm. V roce 1992 se havířovský Svit přetransformoval v samostatnou akciovou společnost Savela, která více než polovinu své produkce exportovala na západní trhy. Savela však postupem času nedokázala odolávat negativním ekonomickým vlivům v tomto oboru, což vyvrcholilo v roce 2000 zastavením výroby a vyhlášením konkurzu.
Dnes v tomto areálu, kromě několika menších podnikatelských živností, působí jedna z poboček jihokorejské společnosti Yura Corporation, která je jedním z mnoha dodavatelů součástek pro regionálně blízké závody automobilek Hyundai a Kia.

## Doprava

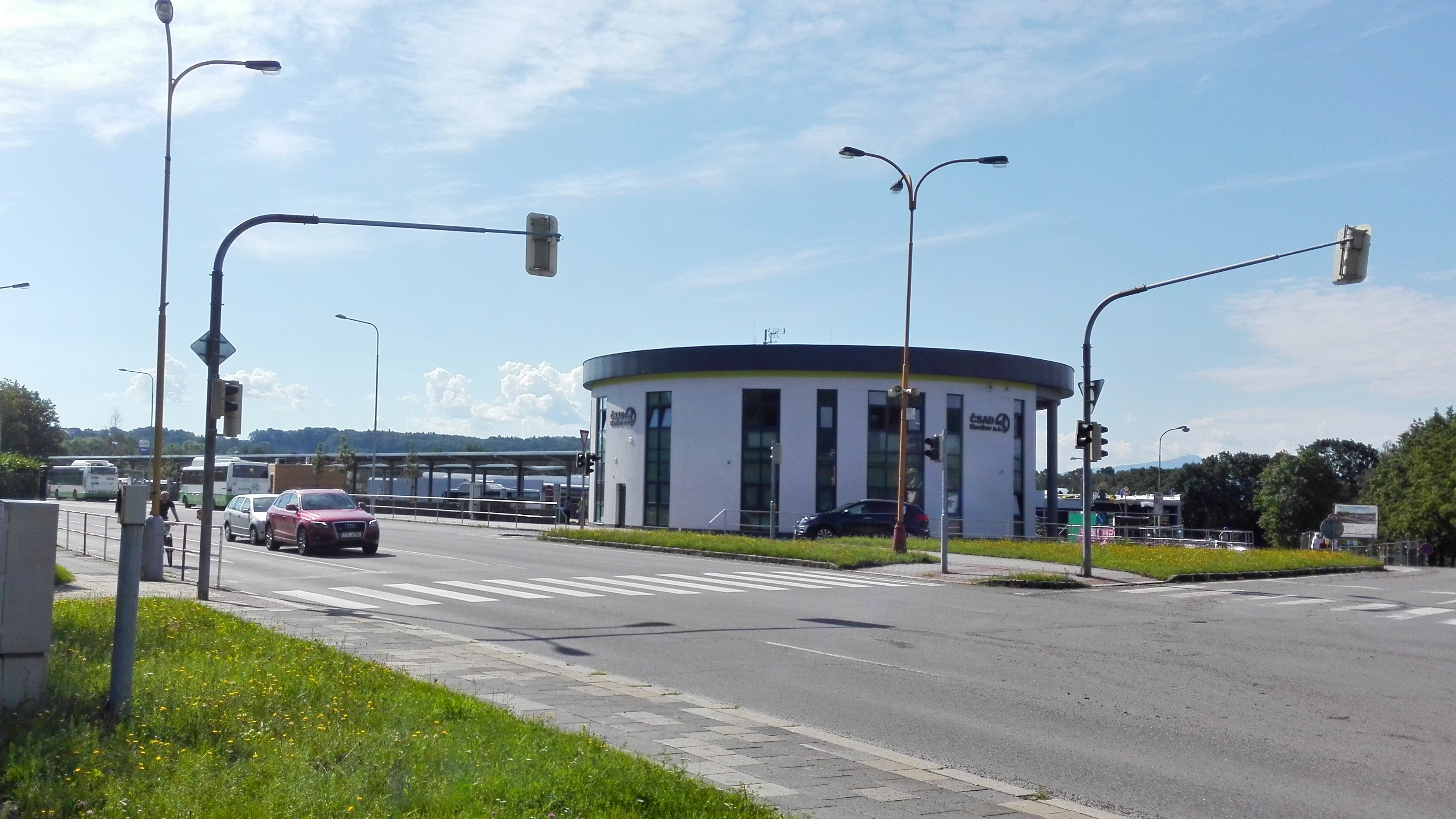
Nové autobusové nádraží na Těšínské ulici

Městská část Havířov-Podlesí disponuje velmi dobrým silničním napojením. Jihovýchodní část protíná mezinárodní silnice I/11 (Těšínská ulice), která je zde z větší části čtyřproudá. Železnice se na území této městské části nenachází.
Podlesí má také výborné spojení veřejnou autobusovou dopravou, a to jak místní hromadnou dopravou, tak příměstskými linkami. Na ulici Těšínské bylo na konci 60. let 20. století vybudováno autobusové nádraží (v roce 2014 zbořeno a v roce 2015 otevřeno nové a menší), odkud denně směřují linky do Ostravy, Karviné, Orlové, Českého Těšína, Frýdku-Místku a dalších obcí, ale i do nedalekých průmyslových podniků. Většina linek havířovské MHD Podlesí obsluhuje, a obyvatelé tak mají pravidelné přímé spojení s centrem města i se Šumbarkem.

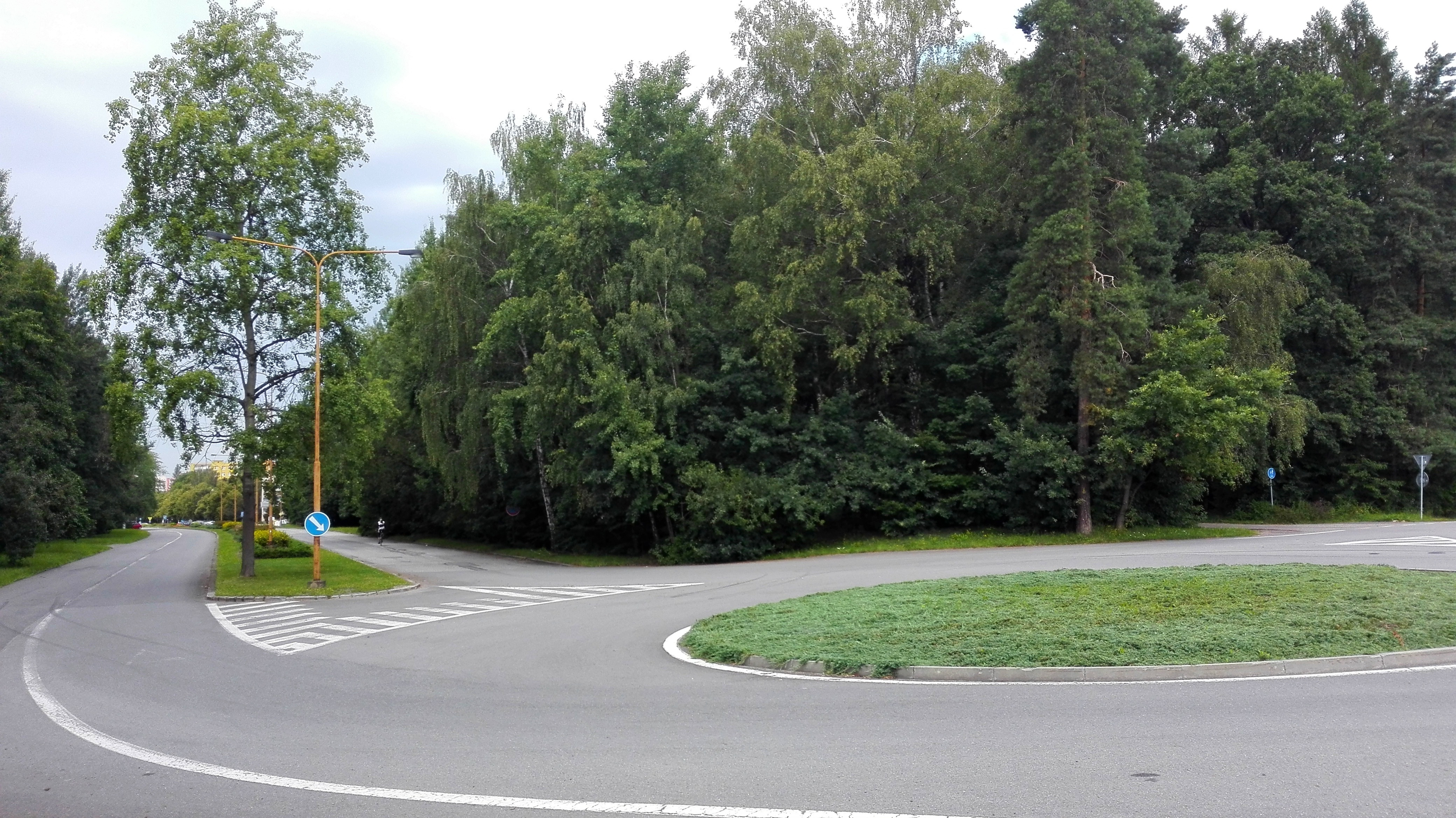
Točna pro nikdy nerealizovanou trolejbusovou dopravu v Havířově

V 80. letech 20. století bylo v Havířově uvažováno o dopravě trolejbusové, projekt však byl několikrát odložen a opětovně oprášen, aby byl na počátku 90. let definitivně zamítnut. Dodnes živou připomínkou je točna trolejbusů nacházející se na horním konci Dlouhé třídy na křizovatce s ulicí Přátelství, která dnes slouží jako kruhový objezd.

## Památky
Protože veškerá výstavba v Podlesí je poměrně nedávná, významnější památky (s výjimkou několika soch) se zde nenachází. Jedinou významnou stavbou je na samotném jihozápadním okraji městské části Kotulova dřevěnka na Hálkově ulici (nedaleko Víceúčelové haly), což je roubená lidová chalupa z roku 1781, dokládající původní zástavbu Těšínského Slezska. Je kulturní památkou pod správou Muzea Těšínska, které dřevěnku provozuje jako jednu ze svých poboček.